# Айос-Николаос (Метана)
А́йос-Нико́лаос (греч. Άγιος Νικόλαος) — село в Греции. Расположено к северу от города Метаны на юго-востоке области Арголида полуострова Пелопоннес. Население посёлка составляет 8 человек по переписи 2011 года. Входит в сообщество Кунупица в общине Тризиния-Метана в периферийной единице Острова в периферии Аттика.
В посёлке, расположенном вдоль побережья, находится храм в честь святителя Николая, а также несколько геотермальных источников, происходящих от тепла вулкана Метаны. Геотермальные воды, привлекающие многочисленных туристов, а также гостиничный и ресторанный бизнес, являются основой экономики посёлка. Про бальнеолечебницы Метаны упоминает в своих описаниях древнегреческий географ Павсаний.
Село создано в 1971 году.

## Население
| Год  | Население, человек |
| ---- | ------------------ |
| 1991 | 6                  |
| 2001 | 5                  |
| 2011 | ↗ 8                |